# Bataille de Sagonte
Ne doit pas être confondu avec Siège de Sagonte.
Batailles
- Dos de Mayo
- Tolède
- Bruc
- Valdepeñas
- Pont d'Alcolea
- Port de Cadix
- Olhão
- Cabezón
- Gérone (1er)
- Saragosse (1er)
- Valence (1er)
- Medina de Rioseco
- Bailén
- Gérone (2e)
- Évora
- Roliça
- Vimeiro

- Durango (10-1808)
- Balmaseda (11-1808)
- Burgos (11-1808)
- Roses (11-1808)
- Espinosa (11-1808)
- Tudela (11-1808)
- Bubierca (11-1808)
- Somosierra (11-1808)
- Cardedeu (12-1808)
- Saragosse (12-1808)
- 1re Molins de Rei (12-1808)
- Sahagún (12-1808)
- Benavente (12-1808)
- Mansilla (12-1808)
- Castelló d'Empúries (01-1809)
- Cacabelos (01-1809)
- Lugo (01-1809)
- Zamora (01-1809)
- Astorga (01-1809)
- La Corogne (01-1809)

- Chaves
- Villafranca (1re)
- Braga
- Amarante
- Lugo
- Verín
- Porto (1re)
- Vigo
- Grijó
- Porto (2de)
- Ponte Sampaio

- Uclès
- Yevenes
- Ciudad Real (es)
- Miajadas
- Medellín
- Alcantara
- Talavera
- Arzobispo
- Almonacid
- Baños
- Tamames
- Hostalrich
- Ocaña
- Alba de Tormes
- Cadix
- Valverde

- Valls (1re)
- 2e Molins de Rei (03-1809) (ca)
- Gérone
- Alcañiz
- María-Belchite
- Mollet
- Vich
- Villafranca (2e)
- Lérida
- Mequinenza
- La Bisbal
- Tortose
- Valls (2e)
- Tarragone (1er)
- Montserrat
- Sagonte
- Valence
- Castalla (1er)
- Castalla (2e)
- Tarragone (2e)
- Ordal

- Astorga (03-1810)
- Ciudad Rodrigo (04-1810)
- Barquilla (07-1810)
- La Côa (07-1810)
- Almeida (07-1810)
- Villagarcia (08-1810)
- Trant
- Fuente de Cantos (09-1810)
- Buçaco (09-1810)
- Torres Vedras
- Pombal (03-1811)
- Redinha (03-1811)
- Condeixa
- Casal Novo (03-1811)
- Foz de Arouce (03-1811)
- Sabugal (04-1811)
- Fuentes de Oñoro (05-1811)
- Almeida  (04-1811)

- Cadix
- Fuengirola
- Baza
- Barrosa
- Zújar
- Bornos (1er)
- Tarifa
- Bornos (2e)

- Olivença (01-1811)
- Gebora (02-1811)
- Campo Maior (03-1811)
- 1re Badajoz (04-1811)
- Fuentes de Oñoro (05-1811)
- Albuera (05-1811)
- Usagre (05-1811)
- Cogorderos (06-1811)
- Carpio (09-1811)
- El Bodón (09-1811)
- Aldeia da Ponte (09-1811)
- Arroyomolinos (10-1811)
- Tarifa (12-1811)
- Navas de Membrillo
- Almagro (01-1812)
- 2e Ciudad Rodrigo (01-1812)
- 2e Badajoz (03-1812)
- Villagarcia (04-1812)
- Almaraz (05-1812)
- Maguilla (06-1812)
- Arapiles (07-1812)
- García Hernández (07-1812)
- Majadahonda (08-1812)
- Retiro (08-1812)
- Madrid (08-1812)
- Burgos (09-1812)
- Villodrigo (10-1812)
- Tordesillas (10-1812)
- Alba de Tormes (11-1812) (es)
- San Muñoz (11-1812)

- San Millan-Osma (06/1813)
- Vitoria (06/1813)
- Tolosa (06/1813)
- Saint-Sébastien (1er) (07/1813)
- Pyrénées (07/1813)
- Maya (07/1813)
- Roncevaux (07/1813)
- Sorauren (07/1813)
- Beunza (07/1813)
- Saint-Sébastien (2e) (08/1813)
- San Marcial (08/1813)
- Bidassoa (10/1813)
- Pampelune (10/1813)
- Nivelle (11/1813)
- Nive (12/1813)

- Garris (02/1814)
- Orthez (02/1814)
- Bayonne (02/1814)
- Toulouse (04/1814)

La bataille de Sagonte s'est déroulée le 25 octobre 1811 près de la ville du même nom, dans la province de Valence en Espagne. Elle oppose le maréchal d'Empire Louis Gabriel Suchet à la tête de l'armée d'Aragon, envoyée par Napoléon Ier, à la conquête des régions orientales de l'Espagne, au général Joaquín Blake y Joyes, qui mène l'armée espagnole.
La bataille se solde par une victoire décisive de Suchet.
Ne pas confondre avec le Siège de Sagonte, dans l'antiquité.